# Minestrone

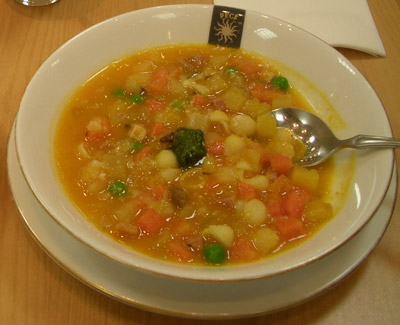
Minestrone

El minestrone italià és un tipus particular de menestra (minestra) amb brou (brodo) i amb moltes verdures. Es pot completar amb pasta o arròs. Entre els ingredients més comuns es troben els fesols, cebes, pastanaga, api, patata i tomàquet.
El minestrone és un plat que varia segons la regió italiana i l'estació de l'any, no hi ha una recepta única.
En general es fa amb un sofregit de ceba i pastanaga a la qual s'uneixen les verdures tallades més o menys fines. S'afegeix aigua o brou i es couen a foc lent.
Tradicionalment es preparava amb lesverdures de la temporada i era considerat un plat de persones pobres.
Actualment també es troba com a plat preparat congelat.